# Povidona (polímer)

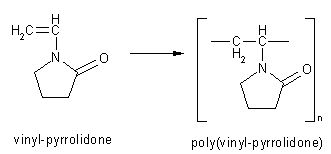

La polivinilpirrolidona (abreujat povidona o PVP) és un polímer soluble en aigua, format per cadenes de múltiples vinilpirrolidones.

## Aplicacions
El PVP, en estat pur, és completament innocu. Es fa servir com a expansor del plasma sanguini en víctimes traumatològiques des de mitjans del segle xx.
En laboratoris de fecundació in vitro es fa servir per disminuir la velocitat dels espermatozoides i poder capturar-los per realitzar la tècnica de l'ICSI. S'ha de tenir especial cura perquè en introduir l'espermatozoide triat en l'ovòcit, entri la mínima quantitat de PVP possible dins d'aquest.
En laboratoris farmacèutics s'utilitza com a excipient d'alguns medicaments.